# Anoush Dastgir
Anoush Dastgir (persisch انوش دستگیر‎; * 27. November 1989 in Kabul, Afghanistan) ist ein niederländisch-afghanischer Fußballtrainer und ehemaliger Fußballspieler.

## Spielerkarriere

### Vereinskarriere
Dastgir begann seine Karriere beim NEC Nijmegen. Außerdem spielte er bei VVV-Venlo II, VV Capelle und FC Lienden. 2016 kehrte der Mittelfeldspieler wieder zu den Amateuren des NEC Nijmegen zurück, wo er 2017 seine Karriere beendete.

### Nationalmannschaft
Erstmals für die afghanische Nationalmannschaft wurde Dastgir für das Spiel gegen Laos am 29. Mai 2015 (2:0) nominiert, wo er auch sein Debüt feierte. 
Er wurde für die in Indien ausgetragene Südasienmeisterschaft 2015 nominiert, bei der man am Ende im Finale gegen Indien (1:2 n. V.) verlor.

## Trainerkarriere
Von 2012 bis 2016 war er Jugendtrainer seines Vereins NEC Nijmegen. Nachdem Petar Šegrt seinen Vertrag kurzfristig aufgelöst hatte, übernahm Dastgir für das Spiel Afghanistans gegen Tadschikistan am 13. November 2016 (0:1) interimsweise den Trainerposten. Mit 26 Jahren und 352 Tagen ist er der jüngste A-Nationalmannschaftstrainer aller Zeiten. Unter Otto Pfister ist er der Co-Trainer der Nationalmannschaft. 2017 wurde er nach seinem Karriereende zum Co-Trainer der NEC Amateure ernannt. Nachdem Amir Hashemi zurückgetreten war, übernahm Dastgir interimsmäßig den Verein. Im März 2018 gab der Verein bekannt, dass er zum Cheftrainer wird. Nachdem Pfisters Vertrag als Nationaltrainer ausgelaufen ist, wurde Dastgir zu seinem Nachfolger ernannt. Daneben bleibt er weiterhin Trainer der NEC Amateure.

## Erfolge
- Vize-Südasienmeister 2015